# Adenilat ciclasa
L'Adenilat ciclasa (EC 4.6.1.1), també coneguda com a adenilil ciclasa és una liasa, que catalitza la conversió de l'ATP en AMPc i pirofosfat.

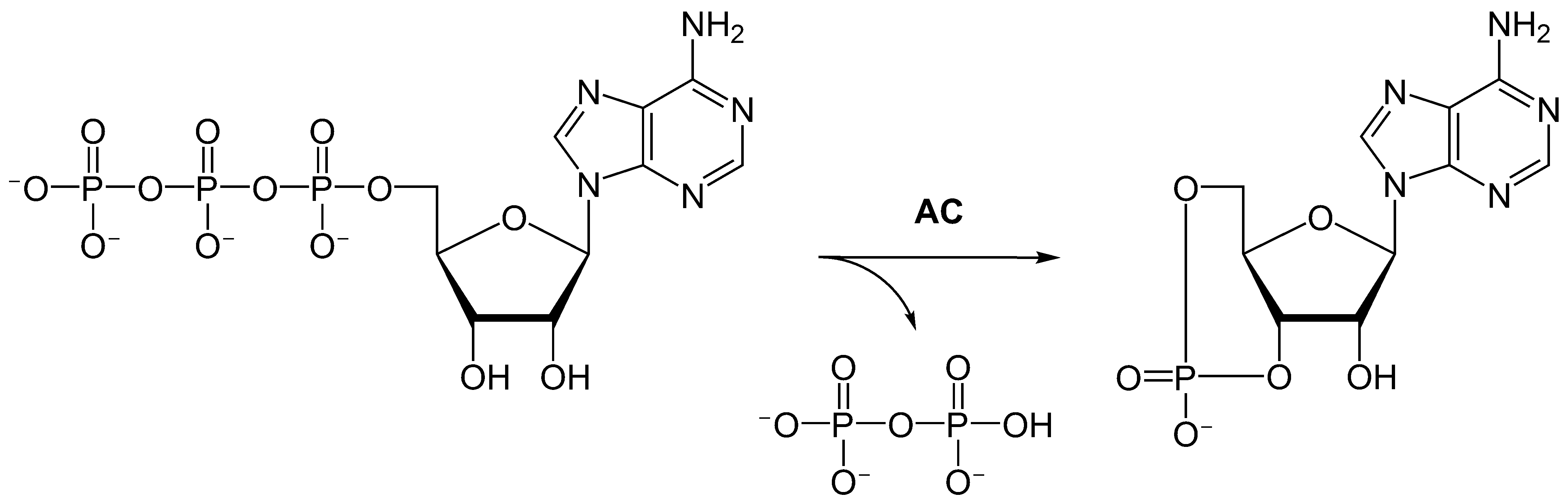
Reacció en la qual l'adenilat ciclasa catalitza la conversió ATP en 3',5'-AMPc

L'AMPc és una important molècula en la transducció del senyal en la cèl·lula eucariota; és el que anomenem un segon missatger. Aquest és l'intermediari de respostes cel·lulars provocades per determinades condicions (nutricionals i extracel·lulars), ja que activa diferents molècules i cèl·lules diana, com les Proteïnes Cinases dependents d'AMPc (PKA), la qual cosa permet el control i la regulació de fenòmens com el metabolisme, l'expressió gènica o la memòria. La concentració cel·lular d'AMPc depèn de la seva velocitat de síntesi a partir d'ATP per acció de l'adenilat ciclasa i la seva velocitat de degradació per part d'una fosfodiesterasa.
L'adenilat ciclasa pot ser activada o inhibida per proteïnes G acoblades a receptors de membrana en resposta a estímuls hormonals entre d'altres.

## Estructura
L'adenilat ciclasa és una proteïna transmembrana, l'estructura aminoacídica de la qual, travessa 12 cops la membrana plasmàtica.
L'Adenilat ciclasa està formada per una cadena peptídica composta per dos parts de sis segments contigus separats per un llarg domini hidrofòbic. La molècula conté un curt segment N-Terminal intracel·lular seguit de 6 hèlix-α de transmembrana (Domini M1), un llarg domini citosòlic de 360 a 390 aminoàcids (C1), un segon grup de 6 segments de transmembrana (M2) i un altre domini citoplasmàtic que conté entre 255 i 330 aminoàcids (C2). Els dominis transmembrana estan units per enllaços curts intra i extramembranosos.
Les parts importants per la seva funció que se situen a la seva cara citoplasmàtica són la regió N-terminal i les regions: C1a, C1b, C2a i C2b. La regió C1 és la compresa entre la sisena i setena hèlix, i la regió C2 segueix a continuació de l'hèlix 12. És el domini catalític format per les regions C1a i C2a on l'ATP és convertit en AMPc. Per dur a terme l'activitat catalítica són necessaris ambdós dominis, per tant, qualsevol mutació en algun d'aquests pot resultar en la inhibició de l'activitat catalítica. Tanmateix, la seva unió i orientació adequada és igualment necessaària per al correcte funcionament de l'activitat catalítica de l'enzim.
Les diferents isoformes dels dominis C1 i C2 entre mamífers presenten una gran homología, amb una semblança estructural d'entre el 50-90%, mentres que les hèlix transmembrana sí que presenten diferències considerables.

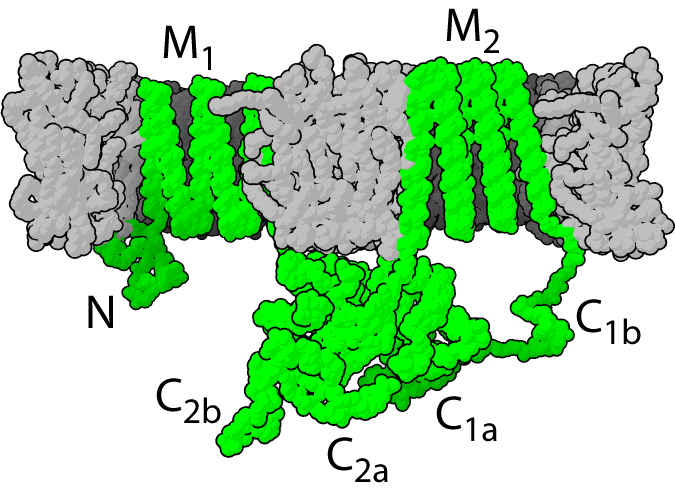
Estructura de l'adenilat ciclasa

## Tipus d'Adenilat ciclases
Actualment es coneixen nou isoformes d'adenilat ciclasa en mamífer anomenades : ADCY1, ADCY2,...ADCY9. Els gens que codifiquen els diferents tipus d'ACs es troben presents en tots els teixits (encara que no sempre s'expressin) tot i que en nivells baixos, la qual cosa dificulta el seu estudi i anàlisi.
S'han identificat i classificat les isoformes d'adenilat ciclasa al nostre organisme:
| Isoformes | Localització                                                        |
| I         | Cervell                                                             |
| II        | Part alta del cervell, pulmons i teixit olfactòri                   |
| III       | Epiteli olfactòri i cervell                                         |
| IV        | Distribució per tot l'organisme. Abunda a la part alta del cervell. |
| V         | Cor, cervell i altres                                               |
| VI        | Cor, cervell i altres                                               |
| VII       | Cervell i altres                                                    |
| VIII      | Cervell                                                             |
| IX        | Cervell, ronyons i fetge                                            |

Cal destacar ACI i ACVIII, que només s'expressen en neurones, concretament en regions associades a la memòria i l'aprenentatge.
Algunes d'aquestes isoformes en mamífers presenten particularitats estructurals:
ACII: La seva estructura consisteix en un homodímer format per dos monòmers C2 disposats en forma de corona. Les separa un solc profund, on s'uneixen dos molècules de forscolina. Cada monòmer està situat al voltant d'una gran làmina-β que es plega sobre si mateixa, de cara a l'interior del monòmer. L'exterior d'aquest pren estructura α-helicoidal.
ACV: L'estructura de la seva regió C1a és quasi idèntica a la del homodímer de l'ACII, amb petites diferències. El centre actiu d'aquest es troba en un extrem del solc, i l'únic punt d'ancoratge amb la forskolina es troba en l'altre extrem.

## Regulació[1]
La diversitat de les isoformes i diferents patrons de regulació permeten que l'Adenilat ciclasa serveixi com a integrador de senyals estimulants i inhibidores en cèl·lules especialitzades per diferents funcions al llarg del cos.
Estudis bioquímics han evidenciat que les regions C1 i C2 contenen els centres catalítics de l'enzim.
L'activitat catalítica de l'Adenilat ciclasa és regulada per les subunitats Giα, Gsα Gβγ les proteïnes G, les quals actuen activant el centre catalític de l'AC (Gs) o inhibint-lo (Gi). La forskolina (làdan diterpè) també actua com a activador de totes les isoformes de l'AC excepte de l'AC9.
L'anàlisi bioquímica de les diferents isoformes d'AC recombinants purificades o transfectades revela que algunes d'aquestes tenen afinitat per substrats com proteïnes-cinases C (PKC), Ca2+ o calmodulina (CaM). Els efectes del Ca2+ i de la PKC en determinades isoformes d'AC proporcionen un mitjà d'integració de senyals de diferents receptors, no només de la proteïna G, sinó també de tirosina-cinases lligades a la fosfolipasa C i als canals iònics permeables a Ca2+ com el receptor NMDA.

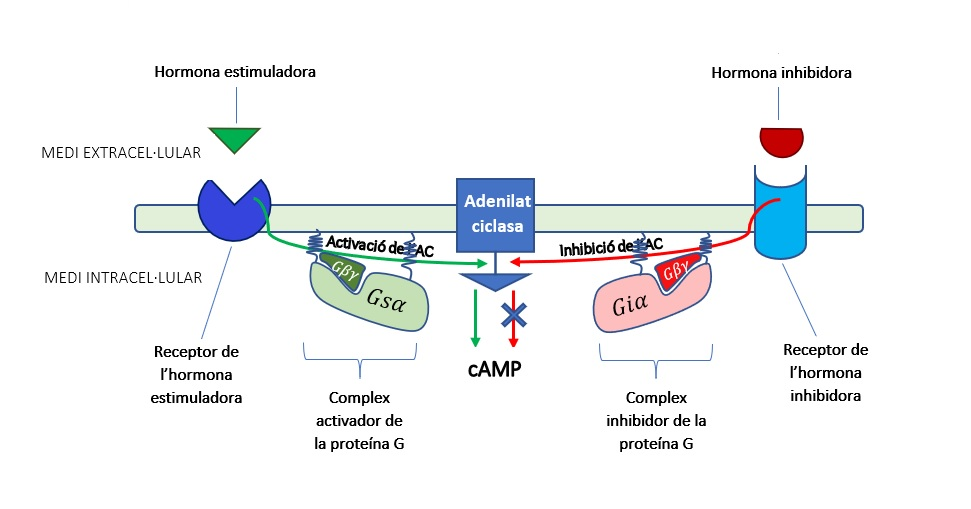
Regulació Adenilat ciclasa

Gràcies a la heterogeneïtat de les isoformes d'AC, es produeix una resposta específica de teixits y cèl·lules a senyals extracel·lulars particulars. Alguns exemples de respostes específiques davant diferents senyals són:
- Les isoformes I, III i VIII són també activades per Ca2+/calmodulina.
- Les isoformes V i VI, en canvi, són per Ca2+ a través d'una via independent de calmodulina.

En les neurones, les adenilat ciclases es troben al costat de canals de calci per permetre una ràpida resposa a flux de Ca2+.
Com ja s'ha dit és molt important la regulació hormonal d'aquesta proteïna. Així, hormones com l'adrenalina, la insulina o el glucagó regulen el metabolisme energètic a través de l'AMPc.
L'adrenalina intervé també en la relaxació del múscul llis via Ca2+/calmodulina, mitjançant l'activació de l'adenilat ciclasa.
La noradrenalina secretada en resposta a un senyal extern activa, per mitjà de l'estimulació de l'adenilat ciclasa, la proteïna desacobladora mitocondrial UCP1 en teixit adipós marró, promovent la termogènesi adaptativa.

## L'adenilat ciclasa: Modulador terapèutic

### Rol en malalties del sistema nerviós perifèric
L'adenilat ciclasa té una gran rellevància al nostre organisme, no sols com a catalitzador de la conversió d'ATP si no també com a possible tractament i modulador terapèutic de determinades malalties del sistema nerviós perifèric. De fet, moltes d'aquestes patologies tenen relació amb l'adenil ciclasa i la seva activitat i poden ser tractades a partir de la regulació o inhibició d'aquest enzim.
La més relacionada amb l'activitat de l'adenilat ciclasa és la de Charcot-Marie-Tooth 1A (CMT1A), una malaltia desmielinizant del sistema nerviós que provoca la atròfia muscular del músculs distals i dels membres superiors i inferiors. Aquesta es una patologia que està provocada per la mutació o la duplicació del gen PMP22.
S'ha descobert que l'activitat de l'adenil ciclasa té un rol molt important, ja que actúa com a modulador de la dosi del gen PMP22 sobreexpressat i duplicat. A més té la capacitat de canviar la fisiologia de les cèl·lules de Schwann i de les neurones.
Existeixen diversos fàrmacs que poden actuar com a moduladors de l'adenil ciclasa i que permeten regular i dosificar correctament el gen PMP22 duplicat. En són exemples el PXR3003, ADX71441 i onapristone que modulen l'adenil ciclasa via GPCRs. En canvi, l'ácid ascòrbic (AA) actúa com a inhibidor de l'activitat.
Gràcies a aquests moduladors hi ha esperança al tractament d'aquest tipus de neuropaties sensorials i hereditàries motores.

### Rol en la Hipòxia
La hipòxia és un fenomen que amb freqüència es presenta en forma de tumor i està relacionat amb la seva agressivitat i resistència.
Recents investigacions han demostrat que la hipòxia té una gran relació amb l'adenilat ciclasa, ja que aquesta condició patològica indueix a la regulació transcripccional de l'adenilat ciclasa, enzim responsable de la producció de cAMP a panels carcinòmics i zones properes al seu origen. Aquest fet ha permès identificar les isoformes VI i VII de l'adenilat ciclasa com a mediadors de la resposta cel·lular a la hipòxia.

### Rol en el Còlera
La toxina colèrica estimula també l'adenilat ciclasa activant permanentment a una proteïna G. En aquest cas, no fisiològic sinó patològic, la toxina produïda pel bacteri Vibrio cholerae bloqueja una proteïna G en el seu estat actiu, de manera que les cèl·lules epitelials de l'intestí secreten quantitats desproporcionades de fluid digestiu, origen de les greus diarrees que comporten la deshidratació de l'afectat.

### Rol en la regulació àcid-base
L'adenilil ciclasa isoforma VI (ACVI), molt present en el túbul renal i en el túbul col·lector, catalitza la síntesi de AMPc i contribueix a diversos aspectes del transport renal. Diverses proteïnes relacionades amb l'homeòstasi àcid-base estan regulades per AMPc. Estudis bioquímics testats en ratolins mostren que una deficiència global d'ACVI i un augment de la despesa d'energia comporta una disminució del pH urinari, una lleugera alcalosi amb una elevada concentració d'HCO3- en plasma i un augment de la subunitat B1 H+ ATPasa als ronyons, que és necessària per a una màxima acidificació urinària. Una major despesa d'energia és conseqüència d'una falta d'ACVI, això suggereix una major producció de CO₂, la qual cosa podria, almenys en teoria, augmentar la secreció d'H+ tubular distal. En la mesura en què la fosfaturia, hiperescreció de fosfat a la orina, de ratolins deficients en ACVI condueix al recrutament de fosfat alcalí de l'os, la fosfaturia podria afegir-se a l'alcalosi. Aquestes observacions tenen una gran importància en la regulació acid-base, especialment en pacients que tenen una malaltia renal crònica (una malaltia renal crònica sempre comporta acidosis)

### Rol en la memòria i aprenentatge
L'adenilil ciclasa està implicada en la formació de memòria, ja que darrers estudis realitzats proven que l'ACIII està expressada en cilia primària a les neurones. Cilia primària a les neurones tenen un important paper en l'aprenentatge i memòria. Les més importants tasques de memòria depenen en l'activitat de l'ACIII, ja que s'ha demostrat que l'ACIII genera un senyal AMPc que es essencial per algunes formes d'aprenentatge i memòria. La deficiència d'ACIII està relacionada amb un aprenentatge i una memòria desigual i a una manca de memòria a curt termini per objectes nous o extinció de la memòria contextual.